# El paper de les seves vides
El paper de les seves vides o El paper de les seues vides (títol original en francès, Ni une ni deux) és una pel·lícula francesa dirigida per Anne Giafferi i estrenada el 2019. S'ha doblat al català central per a TV3 amb el títol d'El paper de les seves vides, i al valencià per a À Punt amb el nom d'El paper de les seues vides.

## Repartiment
- Mathilde Seigner: Julie/Laurette
- François-Xavier Demaison: Jean-Pierre, agent de la Julie
- Marie-Anne Chazel: Colette, la mare de la Julie
- Alain Bouzigues: el cirurgià estètic
- Arie Elmaleh: Guillaume, el gerent
- Nicolas Briançon: el director
- Vincent Regan: Sean Wilson
- Marie-Julie Baup: Charlene
- Axelle Dodier: Kelly, la perruquera i filla de la Laurette
- Anne-Sophie Lapix: ella mateixa